# Lijst van vlaggen van Oostenrijkse gemeenten
Dit artikel bevat een lijst van vlaggen van Oostenrijkse gemeenten. Meeste gemeenten van Oostenrijk hebben unieke vlaggen.  Net als de staatsvlaggen zijn de meeste van hen tweekleurig of driekleurig, met of zonder embleem ("wappen"). Oostenrijk bestaat uit 2.095 gemeenten. Vanwege het (potentieel) grote aantal, worden ze hier niet getoond. Dit lijst toont alleen vlaggen van gemeenten met meer dan 5.000 inwoners.

## Burgenland

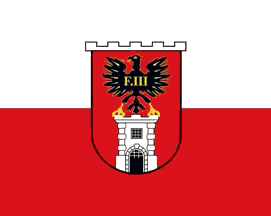
Eisenstadt
Mattersburg
Neusiedl am See
Oberwart
Pinkafeld

## Karinthië

Arnoldstein
Ebenthal in Kärnten
Eberndorf
Feldkirchen in Kärnten
Ferlach
Finkenstein am Faaker See
Hermagor-Pressegger See
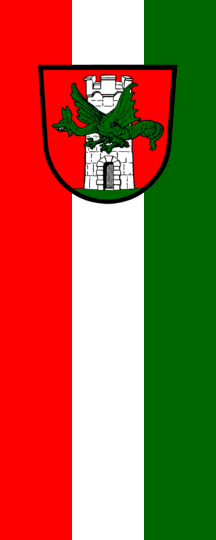
Klagenfurt
Paternion
Radenthein
Sankt Andrä
Sankt Veit an der Glan
Seeboden
Spittal an der Drau
Velden am Wörther See
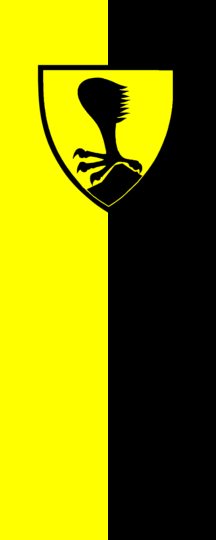
Villach
Völkermarkt
Wernberg
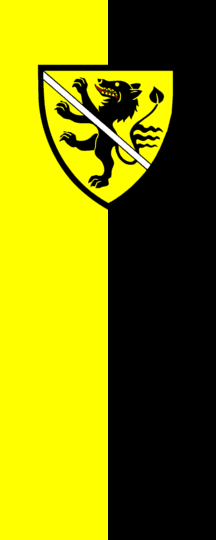
Wolfsberg

## Neder-Oostenrijk

Amstetten
Bad Vöslau
Baden bei Wien
Berndorf
Böheimkirchen
Breitenfurt bei Wien
Bruck an der Leitha
Brunn am Gebirge
Deutsch-Wagram
Ebreichsdorf
Fischamend
Gänserndorf
Gerasdorf bei Wien
Gloggnitz
Gmünd
Groß-Enzersdorf
Guntramsdorf
Haag
Hainburg an der Donau
Herzogenburg
Himberg
Hollabrunn
Horn
Klosterneuburg
Korneuburg
Kottingbrunn
Krems an der Donau
Laa an der Thaya
Langenlois
Langenzersdorf
Leopoldsdorf
Maria Enzersdorf
Melk
Mistelbach an der Zaya
Mödling
Neulengbach
Neunkirchen
Perchtoldsdorf
Pottendorf
Poysdorf
Pressbaum
Purgstall an der Erlauf
Purkersdorf
Sankt Andrä-Wördern
Sankt Peter in der Au
Sankt Pölten
Sankt Valentin
Schrems
Schwechat
Sieghartskirchen
Sollenau
Stockerau
Strasshof an der Nordbahn
Ternitz
Traiskirchen
Traismauer
Tulln an der Donau
Vösendorf
Waidhofen an der Thaya
Waidhofen an der Ybbs
Wiener Neudorf
Wiener Neustadt
Wilhelmsburg
Wolkersdorf im Weinviertel
Ybbs an der Donau
Zistersdorf
Zwettl

## Opper-Oostenrijk

Alkoven
Altmünster
Andorf
Ansfelden
Asten
Attnang-Puchheim
Bad Goisern am Hallstättersee
Bad Hall
Bad Ischl
Braunau am Inn
Ebensee
Engerwitzdorf
Enns
Feldkirchen an der Donau
Freistadt
Gallneukirchen
Garsten
Gmunden
Gramastetten
Grieskirchen
Gunskirchen
Hörsching
Kremsmünster
Laakirchen
Lenzing
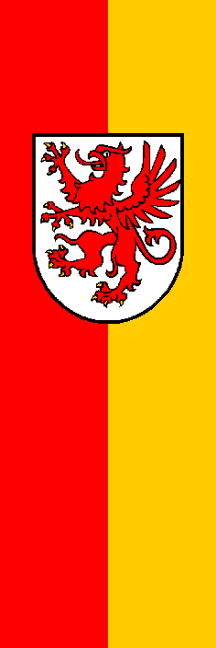
Leonding
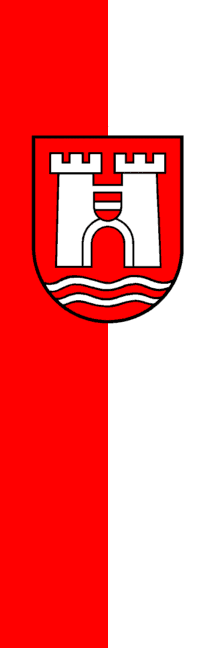
Linz
Marchtrenk
Mattighofen
Micheldorf in Oberösterreich
Neuhofen an der Krems
Ohlsdorf
Pasching
Perg
Pettenbach
Pregarten
Regau
Ried im Innkreis
Rohrbach-Berg
Sankt Florian
Schärding
Schwertberg
Seewalchen am Attersee
Sierning
Stadl-Paura
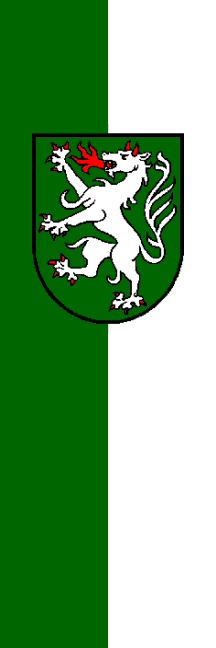
Steyr
Thalheim bei Wels
Timelkam
Traun
Vöcklabruck
Vorchdorf
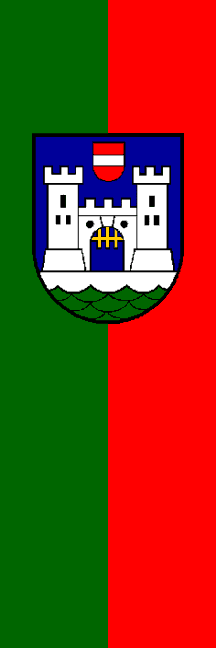
Wels
Wilhering

## Salzburg

Abtenau
Bad Hofgastein
Bergheim
Bischofshofen
Elsbethen
Eugendorf
Grödig
Hallein
Kuchl
Mittersill
Neumarkt am Wallersee
Oberndorf bei Salzburg
Saalfelden
Salzburg
Sankt Johann im Pongau
Seekirchen am Wallersee
Straßwalchen
Tamsweg
Thalgau
Wals-Siezenheim
Zell am See

## Stiermarken

Admont
Bad Gleichenberg
Bärnbach
Bruck an der Mur
Deutschlandsberg
Eggersdorf bei Graz
Eibiswald
Fehring
Feldbach
Feldkirchen bei Graz
Fohnsdorf
Frohnleiten
Fürstenfeld
Gleisdorf
Gnas
Gratkorn
Gratwein-Straßengel
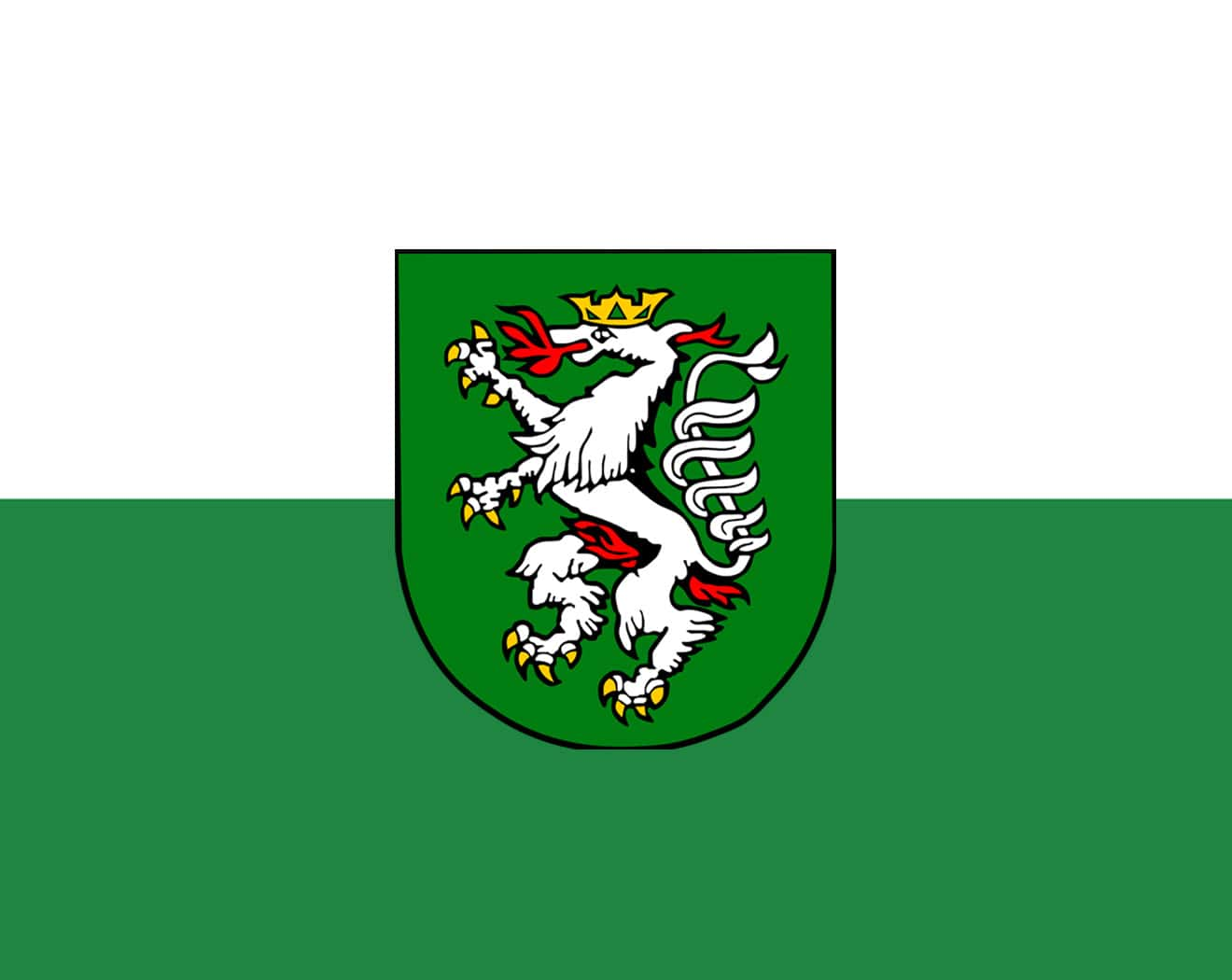
Graz
Hartberg
Hitzendorf
Judenburg
Kalsdorf bei Graz
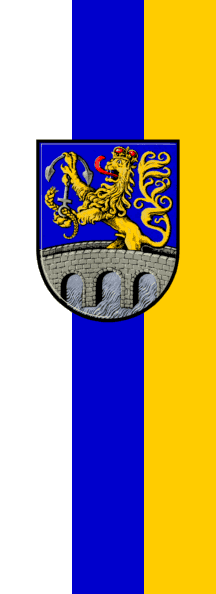
Kapfenberg
Kindberg
Knittelfeld
Köflach
Krieglach
Leibnitz
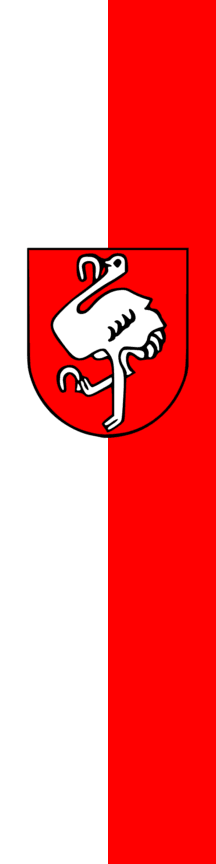
Leoben
Lieboch
Liezen
Mürzzuschlag
Pöllau
Premstätten
Rottenmann
Sankt Barbara im Mürztal
Sankt Ruprecht an der Raab
Seiersberg-Pirka
Schladming
Spielberg
Stainz
Trofaiach
Voitsberg
Wagna
Weiz
Wildon
Zeltweg

## Tirol

Absam
Axams
Ebbs
Hall in Tirol
Hopfgarten im Brixental
Imst
Innsbruck
Jenbach
Kirchberg in Tirol
Kirchbichl
Kitzbühel
Landeck
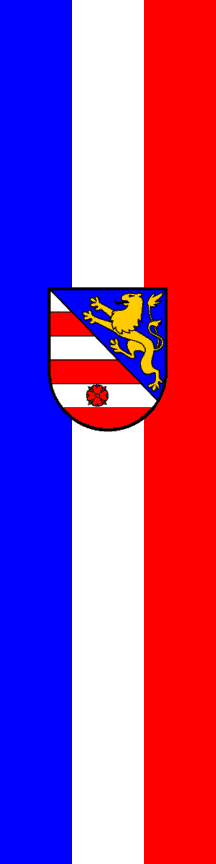
Lienz
Kufstein
Reutte
Rum
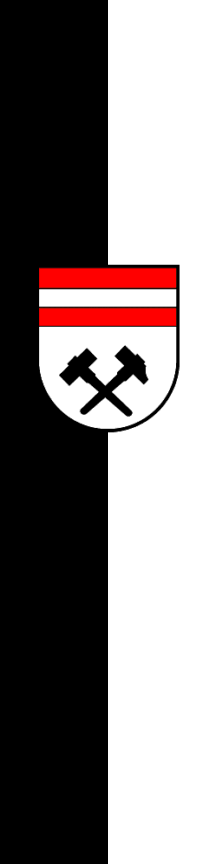
Schwaz
St. Johann in Tirol
Telfs
Völs
Vomp
Wattens
Wörgl
Zirl

## Vorarlberg

Altach
Bludenz
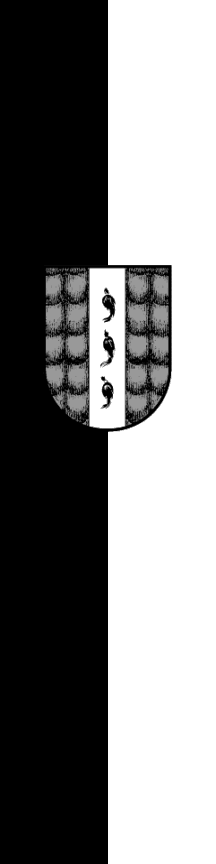
Bregenz
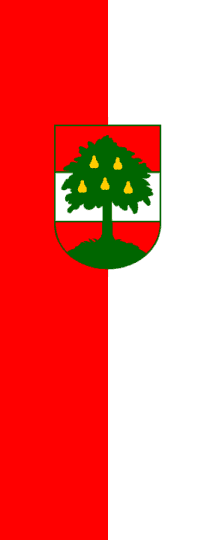
Dornbirn
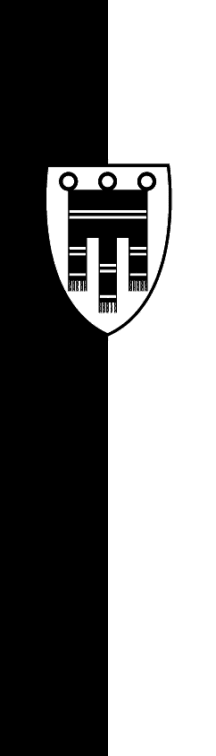
Feldkirch
Frastanz
Götzis
Hard
Höchst
Hohenems
Hörbranz
Lauterach
Lochau
Lustenau
Nenzing
Rankweil
Wolfurt

## Wenen

Vlag van Wenen

Andorra · Armenië · België · Bosnië en Herzegovina · Brazilië · Bulgarije · Canada · Chili · Colombia · Costa Rica · Denemarken · Duitsland · El Salvador · Estland · Frankrijk · Georgië · Indonesië · Italië · Kroatië · Letland · Liechtenstein · Litouwen · Luxemburg · Malta · Mexico · Montenegro · Nederland · Noord-Macedonië · Noorwegen · Oekraïne · Oostenrijk · Polen · Portugal · Roemenië · Rusland · San Marino · Servië · Slowakije · Spanje · Tsjechië · Venezuela · Verenigd Koninkrijk · Verenigde Staten · Wit-Rusland · Zimbabwe · Zwitserland
Historisch: België · Nederland
Zie ook: Vlaggenlijsten (per land) · Vlaggen van afhankelijke gebieden · Vlaggen van subnationale entiteiten (per land) · Lijst van vlaggen van hoofdsteden